# 曽根原弘

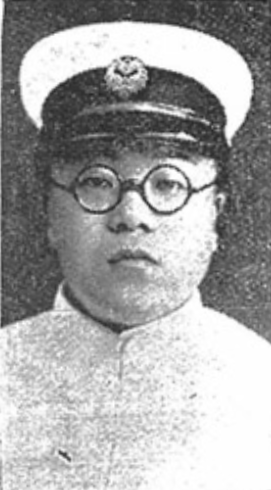
曽根原弘

曽根原 弘（そねはら ひろし、1902年（明治35年）10月7日 - 1939年（昭和14年）4月25日）は、昭和時代前期の台湾総督府官僚。台中市尹。

## 経歴・人物
長野県北安曇郡大町（現・大町市）に生まれる。長野県立大町中学校、松本高等学校を経て、東京帝国大学法学部政治科に入学。在学中の1925年（大正14年）11月高等試験行政科に合格し、翌年大学を卒業し、渡台する。
台湾総督府専売局書記として庶務課勤務を皮切りに、専売局副参事、台北州七星郡守、台南州虎尾郡守を経て、1933年（昭和8年）10月、台中市尹に就任した。ついで1935年（昭和10年）9月、台南州内務部教育課長に転じた。1939年4月、台湾総督府税関長在任中に死去した。